# Opuntia elizondoana
El nopal xoconostle (Opuntia elizondoana) es una planta perteneciente a la familia de los cactos (Cactaceae). 

## Clasificación y descripción
Planta subarbustiva, extendida y ramificada desde la base, de 30 a 65 cm de alto. Tronco muy corto, leñoso. Cladodios oblongos, de 10-15 x 4.5-5.5 x 1.1-1.5 cm, de color verde claro a verde-olivo, de los cuales emergen algunos cladodios erectos, se desprenden con mucha facilidad. Areolas dispuestas en 8 series, distantes 1-1.7 cm entre sí, de color blanco-grisáceas, con manchas purpúreas en la parte inferior que tienden a desaparecer en época de lluvias. Glóquidas marrón-amarillentas. Espinas en casi todas las areolas, con excepción de 2 series inferiores; aciculares, 2-4 y de 1.5 a 2 cm de largo, divergentes, blanquecinas, con el ápice marrón-amarillento. Cladodios juveniles con 2 espinas setosas minúsculas, caducas; hojas subuladas, amarillentas, con la punta rojiza, caducas. Epidermis lisa. Flores de 5,5 cm de largo; pericarpelo angostamente obovado, verdoso, de 2-3 x 1.9 cm, con areolas dispuestas en 4 series, con escamas basales menores de 5 mm, verdosas con el ápice rojizo, glóquidas color castaño; segmentos del perianto escaso, amarillos, con tintes rojizos. Frutos obovoides, de 3-3.5 cm de largo, carnosos por sus paredes anchas, umbilicados, algo cartilaginosos, de color salmón cuando maduran, con glóquidas escasas, espinas ausentes, cicatriz umbilical profunda. Semillas ubicadas en el centro del fruto, lenticulares, subglobosas, de 4 mm de diámetro de color blanco.

### Características distintivas para la identificación de esta especie
Subarbustiva, extendida y ramificada desde la base, 30-65 cm de alto. Tronco muy corto, leñoso. Cladodios oblongos, de 10-15 x 4.5-5.5 x 1.1-1.5 cm, de color verde claro a verde-olivo, se desprenden con mucha facilidad. Areolas en 8 series. Glóquidas marrón-amarillentas. Espinas ausentes en las 2 series inferiores; aciculares, 2-4 (-7), de 1.5-2 cm de largo, divergentes, blanquecinas, con el ápice marrón-amarillento. Epidermis glabra. Flores con pericarpelo angostamente obovado, verdoso, perianto amarillo con tintes rojizos. Frutos obovoides, de 3-3.5 cm de largo, carnosos por sus paredes anchas, ácidas, umbilicados, de color salmón cuando maduros, con glóquidas escasas, espinas ausentes, cicatriz umbilical profunda, funículos secos.

## Distribución
Es una especie nativa de México. Su distribución se restringe a los estados de Jalisco y Querétaro.

## Ambiente
Es una especie que crece y se desarrolla en el bosque tropical caducifolio, en altitudes de 1800 a se localiza en partes planas o escarpadas, en suelo pedregosos, prospera en un clima templado semiseco y desértico árido, en temperatura promedio de 18 °C y con precipitación promedio de 400 mm.

## Estado de conservación
Especie no considerada bajo ninguna categoría de protección de la NOM- 059- ECOL-SEMARNAT- 2010. Está considerada dentro del apéndice 2 del CITES.